# Aspidoscelis uniparens
Aspidoscelis uniparens es una especie de lagarto del género Aspidoscelis, familia Teiidae, orden Squamata. Su cuerpo mide 65,5 mm de longitud.

## Distribución
Se distribuye por América del Norte (Arizona, Nuevo México, Texas) y México (norte de Chihuahua, Sonora).

## Taxonomía
Fue descrita por Wright & Lowe en 1965.
Tratamiento taxonómico
La especie aparece registrada y publicada en The rediscovery of Cnemidophorus arizonae Van Denburgh. Journal of the Arizona Academy of Science 3 (3): 164-168.